# Germain Bonneval
Pour les articles homonymes, voir Bonneval.
Germain Bonneval, né le 28 janvier 1738 à Juvelize (généralité de Nancy, actuel département de la Moselle), mort le 20 novembre 1815 à Ogéviller (département de Meurthe-et-Moselle), est un homme politique de la Révolution française.

## Biographie

### Mandat à la Législative
La France devient une monarchie constitutionnelle en application de la constitution du 3 septembre 1791.  
Le même mois, Germain Bonneval, alors membre d'e l'administration de la Meurthe, est élu député du département, le huitième et dernier, à l'Assemblée nationale législative.  
Il siège sur les bancs de la gauche de l'Assemblée. En février 1792, il vote en faveur de la mise en accusation de Bertrand de Molleville, le ministre de la Marine. En avril, il vote pour que les soldats du régiment de Châteauvieux, qui s'étaient mutinés lors de l'affaire de Nancy, soient admis aux honneurs de la séance. En août, il vote en faveur de la mise en accusation du marquis de La Fayette.  
La monarchie prend fin à l'issue de la journée du 10 août 1792 : les bataillons de fédérés bretons et marseillais et les insurgés des faubourgs de Paris prennent le palais des Tuileries. Louis XVI est suspendu et incarcéré, avec sa famille, à la tour du Temple. 

### Mandat à la Convention
En septembre 1792, Germain Bonneval est réélu député de la Meurthe, le cinquième sur huit, à la Convention nationale. 
Il siège sur les bancs de la Montagne. Lors du procès de Louis XVI, il vote la mort, et rejette l'appel au peuple et le sursis à l'exécution de la peine. Le 13 avril 1793, il est absent lors du scrutin sur la mise en accusation de Jean-Paul Marat. Le 28 mai, il vote contre le rétablissement de la Commission des Douze. 
Le 18 juillet, Germain Bonneval, aux côtés de Louis-Félix Roux (député de Haute-Marne), est envoyé en mission dans les départements de l'Eure, d'Eure-et-Loir et de Seine-et-Oise afin d'y prendre « toutes les mesures nécessaires [...] relatives à la vente et à la circulation de grains ». 

## Sources
- « Germain Bonneval », dans Adolphe Robert et Gaston Cougny, Dictionnaire des parlementaires français, Edgar Bourloton, 1889-1891 [détail de l’édition]